# 多莫特坎河
多莫特坎河（烏克蘭語：Домоткань），是烏克蘭的河流，位於該國中部，流經第聶伯羅彼得羅夫斯克州，河道全長39.2公里，流域面積350平方公里，發源自莫特羅尼夫卡。